# آندي غراي
اندي غراي (بالإنجليزية: Andy Gray)‏ (22 فبراير 1964 في المملكة المتحدة - ) هو مدرب كرة قدم ولاعب كرة قدم بريطاني في مركز الوسط، شارك في نهائي كأس الاتحاد الإنجليزي 1990. وشارك مع منتخب إنجلترا تحت 21 سنة لكرة القدم ومنتخب إنجلترا لكرة القدم. أما مع النوادي، فقد لعب مع أستون فيلا وتوتنهام هوتسبير وسويندون تاون وكريستال بالاس وكوينز بارك رينجرز ونادي بوري ونادي فالكيرك ونادي ميلوول وكورنثيان كاشولز ودولويتش هاملت ونادي أتلتيكو ماربيا ‏.

## وصلات خارجية
- آندي غراي على موقع قاعدة بيانات كرة القدم.إي يو (الإنجليزية)
- آندي غراي على موقع ناشيونال فوتبول تيمز (الإنجليزية)
- آندي غراي على موقع Soccerbase.com (لاعب) (الإنجليزية)
- آندي غراي على موقع عالم كرة القدم.نت (الإنجليزية)